# Margot Thien
Margot Thien   (San Diego, 29 de desembre de 1971) és una exnedadora estatunidenca, especialitzada en natació sincronitzada, que va competir durant la dècada de 1990.
El 1996 va prendre part en els Jocs Olímpics d'Atlanta, on guanyà la medalla d'or en la competició per equips. En el seu palmarès també destaca la medalla d'or en la competició per equips del Campionat del Món de natació de 1994.